# Stig Fred
Stig Karl Einar Fred, född 12 februari 1928 i Brännkyrka församling i Stockholm, död 9 juni 2024, var en svensk teolog, pastor, skolledare och författare.
Stig Fred arbetade som lärare i kemi och biologi, men var även skolledare på olika nivåer och har givit ut läromedel. Han var verksam i Stockholm, Linköping och Helsingborg; i den sistnämnda staden var han skoldirektör. Han har även fungerat som pastor i Svenska Missionsförbundet. Efter pensioneringen studerade han teologi i Lund och disputerade för teologie doktorsexamen inom ett exegetiskt ämne. Han utgav också böcker med kristen inriktning. Vid 80 års ålder romandebuterade han med Lik en bäck som aldrig sinar – en bok om Amos.
Han var 1950–1975 gift med Mabel Fred (1927-2015) och från 1975 till sin död gift med Ragnhild Andersson Fred (född 1939). Han hade flera barn, av vilka märks skådespelaren Gunnel Fred och dirigenten Stefan Fred i första äktenskapet.